# 沖縄返還協定
沖縄返還協定（おきなわへんかんきょうてい）は、1971年6月17日に日本国とアメリカ合衆国の間で署名された沖縄県の施政権移行（沖縄返還）に関する協定。正式名称は、「琉球諸島及び大東諸島に関する日本国とアメリカ合衆国との間の協定」（りゅうきゅうしょとうおよびだいとうしょとうにかんするにほんこくとアメリカがっしゅうこくとのあいだのきょうてい、英：Agreement between Japan and the United States of America Concerning the Ryukyu Islands and the Daito Islands）。1971年（昭和46年）6月17日に調印され、11月24日に国会で批准され、翌年の1972年（昭和47年）5月15日に発効、これをもって、アメリカ合衆国による沖縄統治が終了し沖縄の施政権がアメリカから日本に返還され、47都道府県の一つとして沖縄県が復活した。

## 概要
沖縄返還協定は、1971年6月17日に、宇宙中継を通じて日米両国の首都である東京都とワシントンD.C.で同時署名された。1969年（昭和44年）11月、アメリカ合衆国首都ワシントンD.C.にて開催された佐藤栄作総理大臣とリチャード・ニクソン大統領との日米首脳会談の後、発表された共同声明（佐藤・ニクソン共同声明）に基づき、琉球諸島および大東諸島の施政権の日本国への返還（沖縄返還）を確認し、またそれに伴う具体的な事象の取り決めを定めた。
本条約は前文と9カ条により構成され、また付属文書として「合意議事録」「VOAに関する交換公文」「海没地に関する交換公文」「施設・区域に関する了解覚書」「民間航空に関する了解覚書」「在琉球外資の取扱いに関する愛知外相書簡」がある。
これらにより、以下の8点などが取決められた。 
1. 沖縄の施政権を日本に返還すること
2. 返還後の沖縄には安保条約を含む日米間の条約及び協定を適用すること
3. 現在の米軍基地の大部分を米軍に引き続き提供し機能維持をはかること[4]
4. 一部縮小される基地機能は自衛隊により補充され、安保条約第6条を手掛かりとして日米の相互防衛体制が強化されること
5. 沖縄県民の対米請求権を原則的に放棄させること
6. 在沖米軍の資産の引き渡しの代価として日本側が3億2000万ドルを支払うこと
7. 裁判の効力を原則的に引継ぐこと
8. 沖縄のVOA通信所（→ボイス・オブ・アメリカ）を返還後も暫定的に存続させること、

また、返還協定第3条では、日本が継続して米軍に基地を提供することを規定しているのみで、その提供内容は『基地に関する了解覚書』という国会の承認を必要としない了解覚書（行政上の合意事項）で取り決められたため、数々の問題点が指摘された。また、米国政府は返還交渉において、「有事の際に沖縄の米軍基地に配備されている核兵器の使用を許可されれば、返還が可能である」と日本政府に通知していたため、日本側の「核抜き、本土並み、1972年」という基本路線は非核三原則の点からも曖昧さを残すものとなった。

## 沖繩返還協定と付属文書
1971年の沖縄返還協定及び関係資料は、以下のとおりである。
1. 「琉球諸島及び大東諸島に関する日本国とアメリカ合衆国との間の協定」
2. 「ヴォイス・オヴ・アメリカ中継局の運営の継続に関する交換公文」
3. 「海没地に関する交換公文」
4. 「合意された議事録」
5. 「施設・区域に関する了解覚書」
6. 「民間航空に関する了解覚書」
7. 「復帰後の沖縄における外国人及び外国企業の取扱いに関する愛知外務大臣発マイヤー駐日アメリカ合衆国大使あて書簡」